# القوات الجوية الألمانية القيصرية

رمز القوات الجوية الألمانية القيصرية حتى 1915

القوات الجوية الألمانية القيصرية (بالألمانية: Luftstreitkräfte) هي أولى القوات الجوية الألمانية. تأسست في الإمبراطورية الألمانية عام 1884 بتأسيس قسم اختبار قوة الملاحة الجوية. تحولت وحدة الاختبار هذه في عام 1901 لكتيبة المنطاد الأولى وتمركزت في مطار دوبريتس Döberitz.